# Aleh Patocki
Aleh Anatolevič Patocki (in bielorusso Алег Анатолевіч Патоцкі?; in russo Олег Анатольевич Патоцкий?, Oleg Anatol'evič Patockij; 24 giugno 1991) è un ex calciatore bielorusso, di ruolo centrocampista.

## Carriera
Dal 2008 al 2011 ha vestito la maglia del BATĖ Borisov.
Il 19 agosto 2010 debutta in Europa League in BATE-Marítimo 3-0.

## Palmarès

### Club

#### Competizioni nazionali
- Campionato bielorusso: 4

BATE Borisov: 2008, 2009, 2010, 2011
- Coppa di Bielorussia: 1

BATE Borisov: 2009-2010
- Supercoppa di Bielorussia: 2

BATE Borisov: 2010, 2011
- Peršaja Liha: 1

Islač: 2015